# Durenque (affluent du Giffou)
Pour les articles homonymes, voir Durenque (homonymie).
La Durenque est une rivière du sud de la France, dans le département de l'Aveyron, en région Occitanie, affluent droit du Giffou, donc sous-affluent du Tarn et de la Garonne.

## Géographie
De 17,4 km de longueur, il prend sa source sur la commune de Durenque, dans l'Aveyron et se jette dans le Giffou en rive droite sur la commune de Réquista.

### Communes et cantons traversés
Dans le seul département de Aveyron, la Durenque traverse les trois communes, de l'amont vers l'aval, de Durenque, La Selve, Réquista.
Soit en termes de cantons, la Durenque prend source et conflue dans le même canton des Monts du Réquistanais, dans l'arrondissement de Millau et dans la communauté de communes du Réquistanais.

### Bassin versant
La Durenque traverse deux zones hydrographiques selon le SANDRE 2021, « le Giffou du confluent de la Durenque (incluse) au confluent du Cône » (O544), et « le Giffou de sa source au confluent de la Durenque »,.

## Affluents
La Durenque a sept affluents référencés au SANDRE, mais seulement trois sont nommés et un seul a une longueur supérieure à quatre kilomètres : le Jabru.

### Principaux affluents
- Le Jabru (rg), 4,9 km sur la seule commune de Durenque.
- le ruisseau de la Salvetat (rd), 1,6 km sur les trois communes de Durenque, La Selve, Réquista.
- le ravin de Montméja (rg), 1 km sur les deux communes de Durenque et Réquista.

### Nombre de Strahler
Donc le nombre de Strahler de la Durenque est de deux.